# Terremoto del Vulture del 1851
Il terremoto del Vulture del 1851 fu un sisma di magnitudo momento  6,4 che colpì la zona settentrionale della Basilicata, in particolare i comuni posti alle pendici del Monte Vulture.

## Comuni colpiti
I comuni più colpiti dal sisma furono quelli di Melfi, Barile, Rapolla, Rionero in Vulture e Venosa.

## Gli effetti del sisma
La scossa principale si ebbe alle 13:24, ora locale. Numerosi edifici, pubblici e privati, furono gravemente danneggiati o crollarono completamente. Si contarono numerosi morti, le stime parlano di più di 700 nel comune di Melfi, 120 a Barile, 70 a Rapolla, 64 a Rionero in Vulture, 4 a Venosa ed 1 a Lavello.
L'evento si verificò durante il pranzo. Soltanto i contadini e proprietari terrieri che erano ancora occupati nella trebbiatura delle messi riuscirono a salvarsi. Fu tale il massacro della popolazione (falcidiata d'un terzo, con oltre duemila morti) e del patrimonio zootecnico, che ne parlarono anche i giornali esteri, compiangendo il regno delle Due Sicilie.
Il re Ferdinando II prese la carrozza da Napoli e raggiunse Melfi per andare a verificare di persona i danni. Egli percorse la strada regia delle Puglie passante per Avellino e Ariano, impiegando due giorni e due notti. Il re volle evitare l'ospitalità dei signorotti locali e decise di fare sosta in aperta campagna, in una masseria di contadini che rimasero trasecolati.
Il re premiò con la libertà i carcerati che lavoravano a disseppellire vivi e morti.